# Kollafjørður (település)
Kollafjørður (dánul: Kollefjord) település Feröer Streymoy nevű szigetén. Közigazgatásilag Tórshavn községhez tartozik.

## Földrajz
A sziget keleti partján, a Kollafjørður nevű fjord mellett fekszik. A település mintegy 10 km hosszan nyúlik el a fjord mentén.

## Történelem

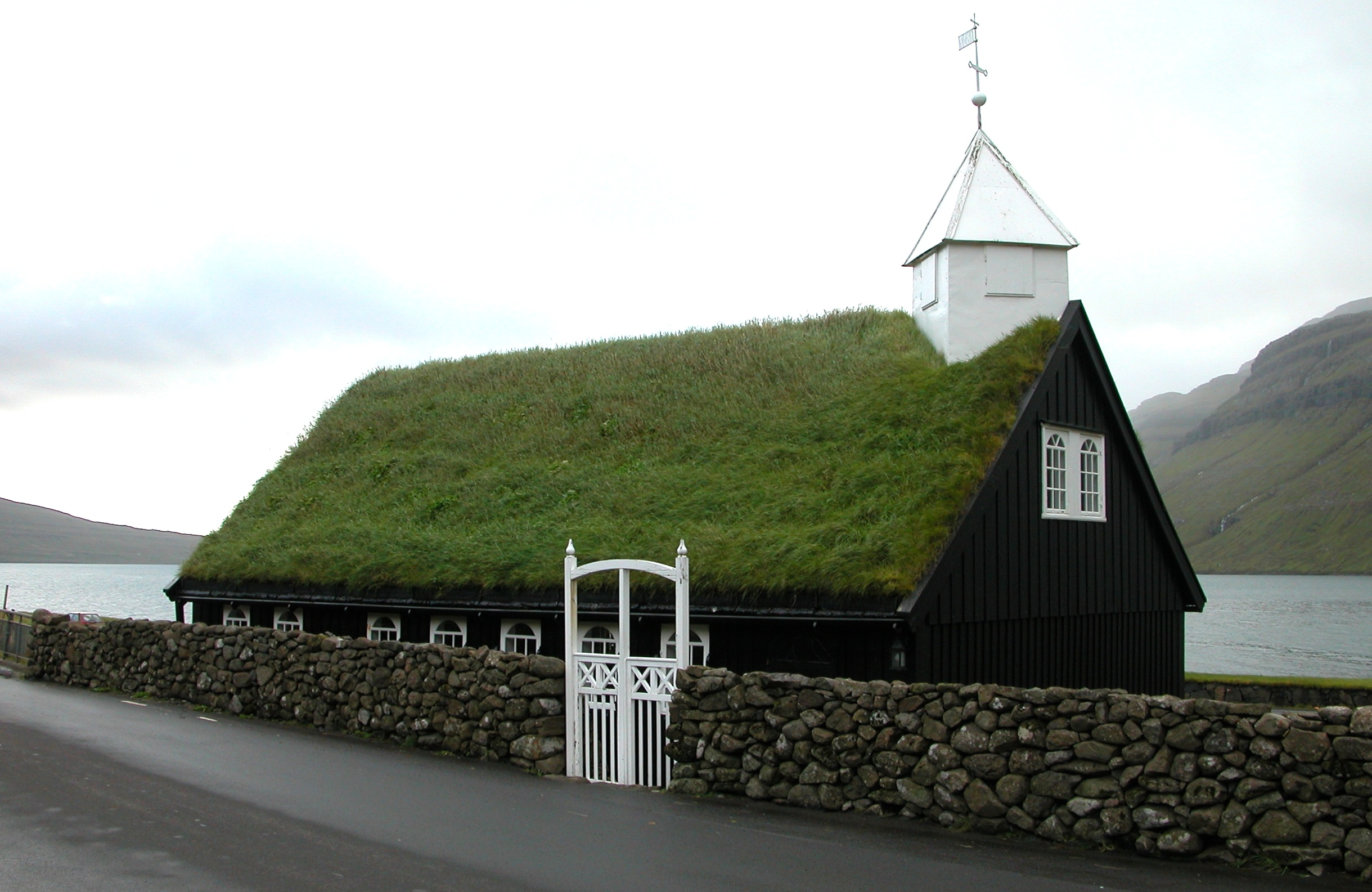
Kollafjørður fatemploma

Első írásos említése az 1350-1400 között írt Kutyalevélben található.
Itt található a tíz feröeri fatemplom egyike, amely 1837-ben épült.
Itt történt 1985-ben Feröer első és egyetlen bankrablása. A rendőrség tapasztalatlansága miatt a nyomozás napokig eredménytelen maradt. Végül az SMS áruházban bukott le az egyik elkövető, ahol 10 koronás címletekkel próbált kifizetni egy 3000 koronás videolejátszót.

## Népesség
| Év              | Lakosság |
| --------------- | -------- |
| 1986. január 1. | 796      |
| 1991. január 1. | 831      |
| 1996. január 1. | 779      |
| 2001. január 1. | 776      |
| 2006. január 1. | 800      |

## Gazdaság
A kikötőhöz kapcsolódóan jelentős gazdasági tevékenység folyik a településen. Működik itt egy lazacfeldolgozó üzem, illetve itt található a világ legnagyobb halfagyasztó üzeme.

## Közlekedés
Kollafjørður kikötője a Tórshavni kikötő kezelésébe tartozik, és jelentős fejlesztések történnek itt.
A településen keresztül vezet a Streymoy keleti partján vezető út, amelyen nyugat felé Tórshavn illetve Vágar, észak felé Eysturoy érhető el. Egy helyközi (400-as) és egy helyi (4-es) autóbuszvonal is érinti.
A településen található egy Statoil benzinkút.

## Kultúra
A településen minden év július elején fesztivált tartanak Sundalagsstevna néven.